# Sranan Tongo
Sranan Tongo (vlastně zkomolenina ze Surinamean tongue, také Sranantongo, surinamština, surinamská kreolština, taki taki) je kreolský jazyk, vzniklý v Surinamu, kde dosud slouží jako lingua franca. Má asi 300 000 – 400 000 mluvčích. Jeho základem je angličtina, převážná část slovní zásoby pochází ale z nizozemštiny a jazyk obsahuje řadu portugalských a jiných slov. Sranan Tongo je velmi užívaný jazyk, často se užívá v Surinamu při komunikaci jinojazyčných skupin.
Ač oficiálně nikdy nebyl úředním jazykem (tím je nizozemština), užíval se někdy i v politice (často ji ve svých projevech užíval diktátor Dési Bouterse) a druhá sloka surinamské hymny se zpívá ve Sranan Tongo (první v nizozemštině). Jako psaný jazyk existuje od 19. století, oficiální pravopis vznikl v roce 1986. Nejvýznamnějším literátem píšícím tímto jazykem byl novoromantický básník Henri Frans de Ziel (1916-1975). Ve Sranan Tongo existuje i mutace Wikipedie.
Sranan Tongo má (podobně jako většina kreolských jazyků) jednoduchou, analytickou gramatiku. Sranan Tongo se někdy uvádí jako jazyk s nejmenší slovní zásobou (uvádí se 340 slov). Jiné zdroje a slovníky ale obsahují několik tisíc slov.

## Příklady

### Číslovky
| Sranan Tongo | Česky |
| wan          | jeden |
| tu           | dva   |
| dri          | tři   |
| fo           | čtyři |
| feifi        | pět   |
| siksi        | šest  |
| seibi        | sedm  |
| aiti         | osm   |
| neigi        | devět |
| tin          | deset |

## Vzorový text
„Gado ...o figi ala watra
puru na den ai èn dede no o de
moro. Nowan sari, noso krei,
noso pen no o de moro.
Den fositen sani pasa kaba.“

### Všeobecná deklarace lidských práv
| sranan tongo | Ala den man gebore fri èn leki wan ini grani èn den leti. Den ben gi den rutu èn konsensi. Den musu abi lespeki gi ibriwan.                |
| česky        | Všichni lidé se rodí svobodní a sobě rovní co do důstojnosti a práv. Jsou nadáni rozumem a svědomím a mají spolu jednat v duchu bratrství. |